# Brakha al hague'oula
 (mai 2025).
La bénédiction sur la délivrance ou rédemption (hébreu : ברכה על הגאולה brakha 'al hagueoula) est une bénédiction récitée lors du séder de Pessa'h après la conclusion du récit de la sortie d'Ègypte.